# Pistol Creek
Pistol Creek är ett vattendrag i Algoma District i provinsen Ontario i den sydöstra delen av Kanada. Pistol Creek rinner västerut från Pistol Lake genom Pear Lake till Matinenda Lake. Vattendraget tillhör Blind Rivers avrinningsområde.